# Over the Edge: In Your House
Over the Edge: In Your House was een professioneel worstel-pay-per-viewevenement dat georganiseerd werd door World Wrestling Federation (WWF). Dit evenement vond plaats in het Wisconsin Center Arena in Milwaukee op 31 mei 1998.

## Resultaten
| Nr.                                                                          | Match | Winnaar(s)       |
| ---------------------------------------------------------------------------- | --- | ---------------- |
| 1                                                                            | L.O.D. 2000 (met Sunny & Droz) vs. D.O.A. in een tag team match                                                                                     | L.O.D. 2000      |
| 2                                                                            | Steve Blackman vs. Jeff Jarrett (met Tennessee Lee) in een één-op-één match                                                                         | Jeff Jarrett     |
| 3                                                                            | Marc Mero vs. Sable in een Intergender match | Marc Mero        |
| 4                                                                            | Taka Michinoku & Justin Bradshaw vs. Kaientai in een Handicap match                                                                                 | Kaientai         |
| 5                                                                            | The Rock (c) vs. Faarooq in een één-op-één match voor het WWF Intercontinental Championship                                                         | The Rock (c)     |
| 6                                                                            | Kane (met Paul Bearer) vs. Vader in een Mask vs. Mask match                                                                                         | Kane             |
| 7                                                                            | D-Generation X (met Chyna & X-Pac) vs. The Nation (met Mark Henry) in een tag team match                                                            | The Nation       |
| 8                                                                            | Steve Austin (c) vs. Dude Love in een No Disqualification Falls Count Anywhere match voor het WWF Championship met Vince McMahon als scheidsrechter | Steve Austin (c) |
| (c) huidige kampioen voor en na de match \| (nc) nieuwe kampioen na de match | |                  |